# 團體操

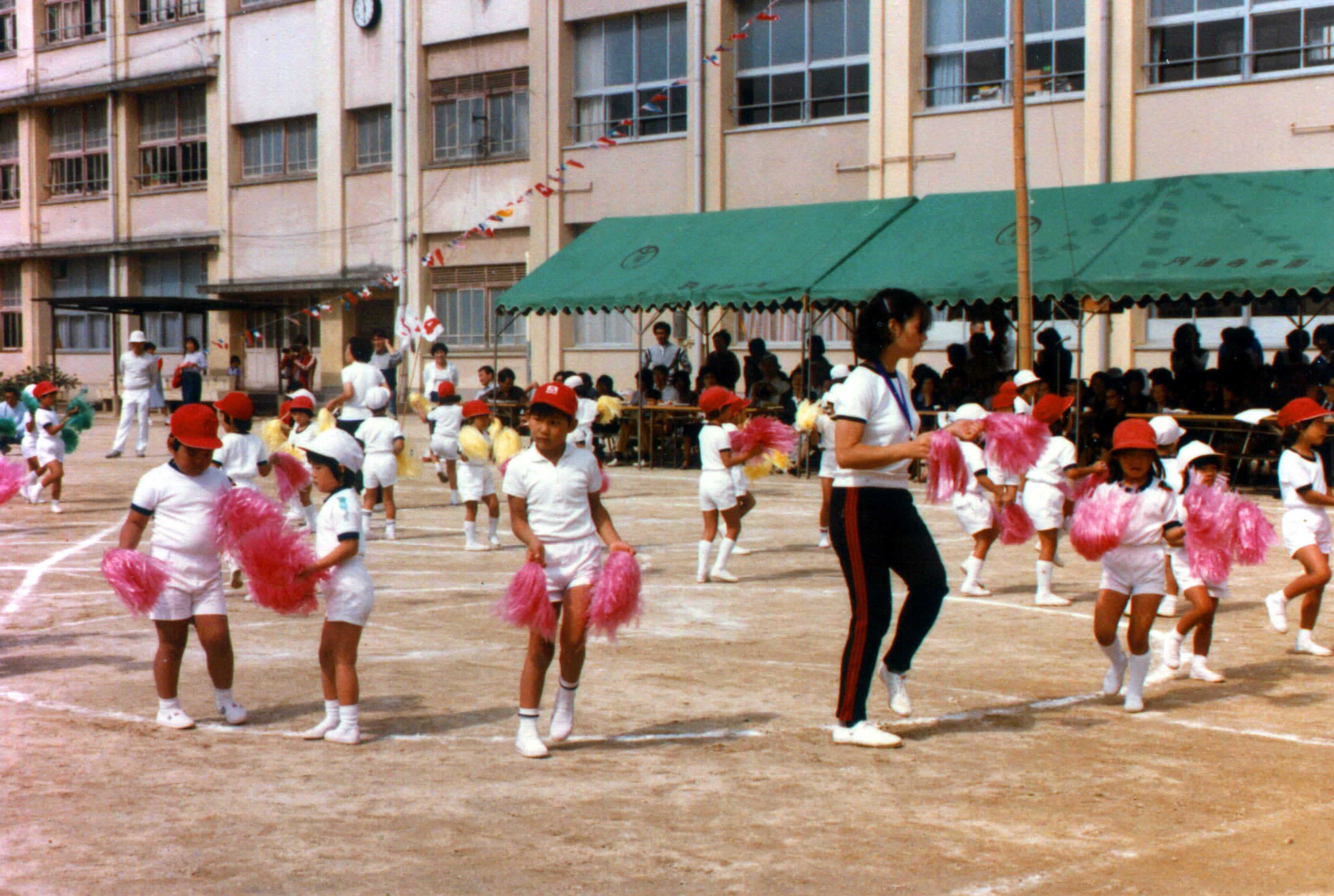
學生的團體操表演

團體操或集團體操，是由集體表演的、具有一定主題思想的體操。

## 歷史
古代的字舞是團體操的雛形。如唐代武則天創製的“聖壽舞”即為字舞的一種，由140人表演。舞隊隊形每變一次，即排成一個字。這類舞蹈在宋代更流傳於民間。當時州郡遇到盛大節日，也往往進行表演。

## 現狀

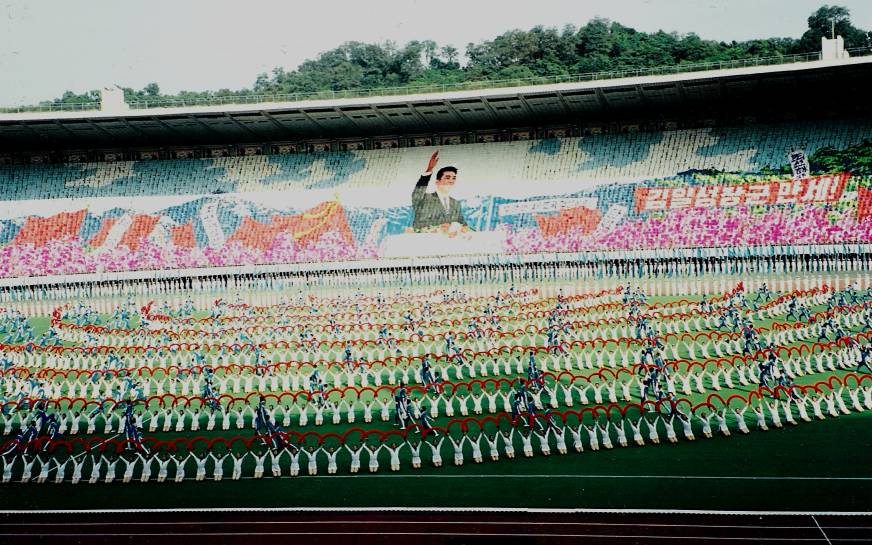
朝鮮阿里郎節團體操

由於歷史的流傳，東亞各國大都保留有團體操表演作為一種活動。
中國、日本重視團體操的發展，按規模劃分為大型、中型、小型。大型的通常在特殊場合予以呈現，如北京奧運會開幕式；按表演場地劃分為室內、室外、水上、冰上，後二者通常與水上運動結合。
在朝鮮更是由官方舉辦阿里郎節大型團體操表演，表演者通常逾十萬人。其中包括金日成、金正日父子的光輝事迹，以及宣傳朝鮮建國後的建設成就和當代風貌等。